# PMK
PMKは東京都新宿区に本社をおく株式会社PMKメディカルラボ(ぴぃーえむけい めでぃかるらぼ)が運営するエステティックサロンである。

## 概要
1992年1月に店舗運営会社として始動。エステティックサロンの運営や、化粧品の販売、主に痩身・ボディ・フェイシャル・バスト・脱毛・ブライダルエステなど行う。エスティティックサロンPMKでは、美肌脱毛・フェイシャルケア・痩身・バストケアを行っており、ブライダルサロンPMKでは、ブライダルに特化した痩身・脱毛・フェイシャルケア・バストウェストケア・背中のケア等を行っている他、マタニティ専用コースも設けている。
2005年4月に一般社団法人日本エステティック業協会の準会員になり、2006年4月には日本エステティック業協会の正会員となる。化粧品ブランド「POLE　MARIER」(ポールマリエ)では、鉱物油や界面活性剤を使用していない化粧品の販売を行っている。
2022年4月にはPMKの中でもより上質さを追求した「Le Grand」ブランド、エステサロンPMK Le Grand恵比寿店がOpen。続いて品川、大阪難波と「Le Grand」ブランドも店舗拡大している。
2024年ESGRA第14回エステティックグランプリではPMK銀座本店が、顧客満足サロン部門で5つ星を獲得した。

## 不祥事
2022年6月15日、エステ施術サービスで「満足度1位」と実際とは異なる広告をしたとして、運営会社のPMKメディカルラボが消費者庁から景品表示法違反（優良誤認）で再発防止などを求める措置命令を受けた。 2021年9月～2022年5月、「楽天ビューティー」に開設した自社ウェブサイトで、「あの楽天リサーチで2冠達成★バスト豊胸&痩身部門で第1位！」「バストアップ第1位　施術満足度」などと表示した。しかし、実際は楽天リサーチが行った調査の対象者の約4分の3が男性で、他社を含めた同種サービスを受けたことはなく、満足度の順位も1位ではなかった。調査対象者の母数を減らして同社が1位になるよう結果が加工されていたというデータはPMK側に開示されず、消費者庁の調査の段階でその事実を把握した。。

過去には従業員への親睦会費の天引き、休憩未取得、残業代不払い、定期健康診断の未受診問題にて、従業員に訴訟を起こされている。